# Apartment
Apartment — британская рок-группа, созданная в 2005 году вокалистом Дэвидом Каггьяри.
Все песни Apartment исполняются на английском языке. Играла в стиле постпанк.
Свой дебютный альбом, The Dreamer Evasive, группа выпустила в 2007 году. Он был включен Newsweek в список лучших альбомов 2007 года, а композиция «Fall into Place» вошла в саундтрек к компьютерной игре FIFA 2008. Вообще же музыка Apartment на Британских островах была принята достаточно тепло.
Группа выпустила семь синглов и проводила совместные туры с The Bravery, Delays, Editors, Jimmy Eat World, The Kooks и Boy Kill Boy.
Осенью 2010 года в блоге группы на MySpace появилось сообщение от лидера группы, Дэвида Каггьяри, объявляющее о распаде группы.

## Состав
- Дэвид Каггьяри — вокал, гитара, клавишные
- Томас Джиллет — бас-гитара
- Давиде де Сантис — гитара
- Лиам Флетчер — ударные

## Дискография

### Альбом
| Название            | Дата выпуска |
| ------------------- | ------------ |
| The Dreamer Evasive | 5 марта 2007 |

### Синглы
| Название                                     | Дата выпуска    | Позиция в чарте |
| -------------------------------------------- | --------------- | --------------- |
| «Everyone Says I’m Paranoid»                 | 7 февраля 2005  | UK #67          |
| «Patience Is Proving»                        | 4 июля 2005     | UK #84          |
| «I’ll Play With Yours If You Play With Mine» | 27 марта 2006   | -               |
| «My Brother Chris»                           | 31 июля 2006    | -               |
| «10,000 Times»                               | 23 октября 2006 | UK #140         |
| «Pressures»/«Ghost Of An Unforgivable Past»  | 26 февраля 2007 | -               |
| «Fall Into Place»                            | 11 июня 2007    | -               |